# Everton Kempes dos Santos Gonçalves
Everton Kempes dos Santos Gonçalves (Carpina, 3 augustus 1982 - La Unión, 28 november 2016) was een Braziliaanse voetballer die als aanvaller speelde.

## Carrière
Vanaf 2001 speelde Kempes als aanvaller voor verschillende clubs in Brazilië. Kempes speelde tussen 2012 en 2014 voor Cerezo Osaka (2012) en JEF United Chiba (2013–2014). In 2013, hij speelde 38 wedstrijden en scoorde 22 keer. Hiermee werd hij wel topschutter van de J2 League. In 2015 keerde hij terug naar Brazilië om te spelen voor Joinville EC. Hij tekende in 2016 bij Chapecoense.
Kempes kwam om het leven bij de ramp met LaMia Airlines-vlucht 2933. Hij werd 34 jaar oud.